# NGC 498
NGC 498 es una galaxia lenticular de la constelación de Piscis. 
Fue descubierta el 23 de octubre de 1856 por el astrónomo William Parsons.